# Kirsebergstornet

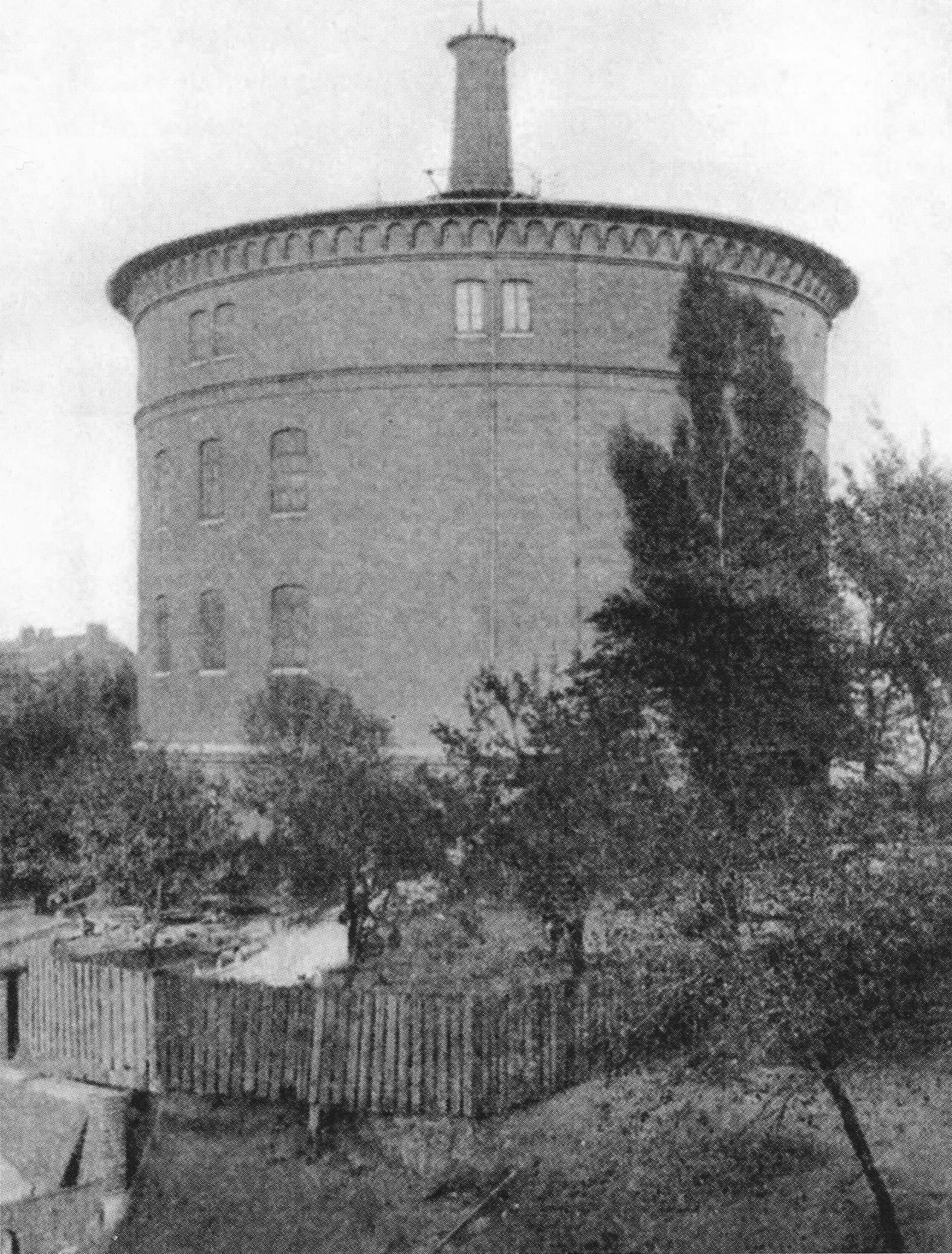
Tornet före ombyggnaden 1916

Kirsebergstornet i Malmö uppfördes som vattentorn 1879, men redan 1916 byggdes det om till bostadshus för hemlösa barnfamiljer. Under och efter andra världskriget inkvarterades soldater och flyktingar i tornet. 1982 genomgick byggnaden en genomgripande restaurering och är sedan dess ett hyreshus med med tjugo lägenheter.

## Vattentorn, 1879-1916
Malmö stads befolkning ökade kraftigt under 1800-talets senare del. Man hade dittills förlitat sig på vatten från Pildammarna, men dess kapacitet räckte nu inte längre till. Man byggde därför ett nytt vattenverk vid Bulltofta som stod klart 1879. Verket tog sitt vatten från Sege å och från Bulltoftabäcken, från 1901 även från Alnarpsströmmen. Från vattenverket leddes vattnet till ett nybyggt vattentorn i Kirseberg och därifrån vidare ut i staden. Kirsebergstornet blev därmed Malmö stads första vattentorn. Området Kirseberg, även kallat ”Backarna”, var efter Malmös förhållanden högt beläget och därför en lämplig plats för ett vattentorn.
Kirsebergstornet ritades troligen av ingenjör Josef Gabriel Richert. Det är uppfört i nyromansk stil. Fasaden i rött tegel var ursprungligen indelad i två våningar samt en lite mindre attikavåning högst upp, åtskild från våningarna nedan med en gesims. Takfoten har en dekorativ rundbågefris.
Vattentornet hade en reservoar på 1 200 m³ som bars upp av krysspelare. Dess högsta vattenyta var +31 m, alltså meter över havet. Tornets höjd från marknivå till takfot var 19,5 m. Ovanpå taket fanns ett ståndrör. Om man tillfälligt behövde höja trycket vid en eldsvåda, pumpade man upp vatten i ståndröret. Tornets höjd inklusive ståndrör är 27 m. Diametern är 23 meter.
Vattentornets kapacitet var redan från början underdimensionerad. Tornet kompletterades 1903 av ett vattentorn vid Pildammarna, men det var bara en kortfristig lösning. De båda tornen ersattes 1916 av ett nytt vattentorn vid Södervärn.

## Bostäder, från 1916
1916 rådde stor bostadsbrist i Malmö. Staden beslöt därför att bygga om Kirsebergstornet till nödbostäder för mindre bemedlade. Arkitekterna August Ewe och Carl Melin svarade för ritningarna. De gamla fönsteröppningarna murades igen, nya togs upp och cisternen överst monterades ned. Tornets tre våningar blev nu fem. Det blev tjugo enrumslägenheter och tio tvårumslägenheter. Toaletter fanns i trappuppgången. Den 1 oktober 1916 kunde trettio familjer med 135 barn flytta in i de små lägenheterna.
Under andra världskriget fungerade tornet som logement för soldater. Vid krigsslutet kom baltiska flyktingar till Malmö och Kirsebergstornet fick tjänstgöra som flyktingboende.
Efter kriget hänvisade Malmö stad socialt belastade familjer och enskilda till bostäderna i tornet, eftersom de ofta nekats att hyra lägenheter av privata värdar. Detta skapade en bostadssocialt nedåtgående spiral. Polisen var ofta på besök, och till slut utrymdes tornet och stängdes 1974. Efter en lång tid av förfall köptes tornet in 1982 av det privata fastighetsbolaget Söderbostäder, som gjorde en genomgripande restaurering. De trettio små lägenheterna byggdes om till femton tvårumslägenheter och fem enrumslägenheter. Söderbostäder har senare sålt Kirsebergstornet till Heimstaden.

## Konst och litteratur
Konstnären Olle Berlin (1932-2021) var mycket fäst vid Kirsebergstornet, som han kunde betrakta från sin ateljé på Östervärnsgatan. När han avbildade motiv från Stockholm, Grekland, Prag eller Hong Kong smög han kontrafaktiskt in tornet i målningarna.
Författaren Björn Ranelid berättar i romanen Fantastiska kvinnor i vattentornet (2018) om tre kvinnor som bor i Kirsebergstornet på 1930-talet och framåt.